# Донецький округ (СРСР)
Донецький округ — адміністративно-територіальна одиниця Північнокавказького краю (до листопада 1924 року — Південно-Східна область) у 1924⁣ — ⁣1930 роках.

## Історія
Донецький округ було утворено 2 червня 1924 року. Центром округу стало місто Міллерово.
30 липня 1930 Донецький округ, як і більшість округів СРСР, було скасовано. Його райони відійшли у пряме підпорядкування Північнокавказькому краю.
Населення округу в 1926 році становило 374,6 тис осіб:
- українці — 55,1 %;
- росіяни — 42,5 %;
- німці — 1,9 %.[1]

## Склад
За даними на 1926 рік округ був розділений на 8 районів:
- Вешенський район,
- Казанський район,
- Кашарський район,
- Криворізький район,
- Леоно-Калитвинський район,
- Малчевсько-Полненський район,
- Мешковський район,
- Тарасовський район.

Райони поділялися на 128 сільських рад.